# Seul contre tous à Ichijoji
Pour plus de détails, voir Fiche technique et Distribution.
Seul contre tous à Ichijoji (宮本武蔵 一乗寺の決斗, Miyamoto Musashi: Ichijōji no kettō) est un film japonais réalisé par Tomu Uchida, sorti en 1964. Il s'agit de la suite de À deux sabres.

## Synopsis
Un célèbre samouraï doit combattre un grand maitre mais leur duel est sans cesse repoussé...   

## Fiche technique
- Titre original : 宮本武蔵 一乗寺の決斗 (Miyamoto Musashi: Ichijōji no kettō?)
- Titre français : Seul contre tous à Ichijoji
- Réalisation : Tomu Uchida
- Scénario : Tomu Uchida et Naoyuki Suzuki
- Photographie : Sadaji Yoshida
- Décors : Takatoshi Suzuki
- Montage : Shintarō Miyamoto
- Société de production : Tōei
- Musique : Taichirō Kosugi
- Pays d'origine :  Japon
- Langue originale : japonais
- Format : couleur - 2,35:1 - 35 mm - son mono
- Genre : drame, jidai-geki, chanbara
- Durée : 128 minutes[1]
- Date de sortie :
  - Japon : 1er janvier 1964[1]

## Distribution
- Kinnosuke Nakamura : Miyamoto Musashi
- Wakaba Irie : Otsu
- Isao Kimura : Hon'iden Matahachi
- Chieko Naniwa : Grand-mère Osugi
- Mitsuru Takeuchi : Jotaro
- Satomi Oka : Akemi
- Shinjirō Ehara : Seijuro Yoshioka
- Mikijirō Hira : Yoshioka Denshichiro
- Ken Takakura : Sasaki Kojiro
- Chieko Higashiyama
- Eijirō Tōno : Haiya
- Isao Yamagata
- Michiyo Kogure : Oko (non créditée)
- Rentarō Mikuni (non crédité)

## Les films de la série
- 1961 : La Légende de Musashi Miyamoto (宮本武蔵, Miyamoto Musashi?)
- 1962 : Les Moines lanciers du temple Hozoin (宮本武蔵 般若坂の決斗, Miyamoto Musashi: Hannyazaka no kettō?)
- 1963 : À deux sabres (宮本武蔵 二刀流開眼, Miyamoto Musashi: Nitōryū kaigen?)
- 1964 : Seul contre tous à Ichijoji (宮本武蔵 一乗寺の決斗, Miyamoto Musashi: Ichijōji no kettō?)
- 1965 : Duel de l'aube (宮本武蔵 巌流島の決斗, Miyamoto Musashi: Ganryū-jima no kettō?)
- 1971 : Duel à mort (真剣勝負, Miyamoto Musashi: Shinken shobu?)